# Raleigh Motors
Raleigh Motors Inc., vorher Raleigh Motors Corporation, war ein US-amerikanischer Hersteller von Automobilen.

## Unternehmensgeschichte
J. R. Sutterlee, Leroy Sutterlee und George Quimby gründeten Anfang 1921 die Raleigh Motors Corporation in Bridgeton in New Jersey. Im gleichen Jahr begann dort die Produktion von Automobilen. Der Markenname lautete Raleigh. Ende 1921 zog das Unternehmen nach Reading in Pennsylvania und firmierte dort als Raleigh Motors Inc. Die Produktion wurde noch etwa sechs Monate fortgesetzt. Pläne für einen erneuten Umzug nach Buffalo im US-Bundesstaat New York wurden nicht mehr umgesetzt. Im Sommer 1922 endete die Produktion. Insgesamt entstanden 38 Fahrzeuge. Ein Autohaus aus Philadelphia verkaufte alle Fahrzeuge.

## Fahrzeuge
Das Model 4-40 mit einem Vierzylindermotor und einem Neupreis von 2050 US-Dollar war zwar geplant, wurde allerdings nie hergestellt.
Das Model 6-60, auch Model A-6-60 genannt, hatte einen Sechszylindermotor von Herschell-Spillman mit 57 PS Leistung. Auch andere wichtige Teile wurden zugekauft. Die Achsen kamen von der Spacke Machine & Tool Company, Elektrik von der Westinghouse Electric Corporation, Lenkung von Gemmer und Vakuumtechnik von Stewart. Das Fahrgestell hatte 310 cm Radstand. Der offene Tourenwagen mit fünf Sitzen wurde auch Princess Pat genannt, nach einem Regiment der Canadian Army und der Oper The Princess Pat. Der Neupreis betrug 2750 Dollar. Runabout mit zwei Sitzen, Coupé und Limousine entstanden entgegen der Pläne nicht.